# Prix Laure-Bataillon
Pour les articles homonymes, voir Bataillon (homonymie).
Le prix Laure-Bataillon est un prix littéraire créé en 1986 par les villes de Nantes et de Saint-Nazaire pour récompenser la meilleure œuvre de fiction traduite durant l'année écoulée. Il est attribué conjointement à l’écrivain étranger et à son traducteur en langue française.

## Présentation
Ce prix littéraire fut créé par la traductrice hispanisante et critique littéraire Laure Guille-Bataillon en 1986 visant à récompenser « Prix de la meilleure œuvre de fiction traduite en français dans l’année », en partenariat avec les villes portuaires de Nantes et de Saint-Nazaire. 
À la suite du décès de Laure Guille-Bataillon survenu en 1990, le Prix fut rebaptisé Laure-Bataillon en hommage à la traductrice de Julio Cortazar. Le prix littéraire est organisé depuis 1993 par la Maison des Écrivains Étrangers et des Traducteurs de Saint-Nazaire.
Depuis 2004, un prix Laure-Bataillon classique (C dans le tableau ci-dessous) est décerné, en parallèle au prix Laure-Bataillon, à la meilleure œuvre de fiction antique ou classique et à son traducteur actuel. Depuis 2017 ce prix spécial classique est appelé Prix Bernard Hoepffner.

## Lauréats du prix Laure-Bataillon

### Jusqu'en 2019
| Année                       | Auteur                       | Titre                                           | Langue       | Traducteur                             | Éditeur (xe fois)             |
| --------------------------- | ---------------------------- | ----------------------------------------------- | ------------ | -------------------------------------- | ----------------------------- |
| 1986                        | Hugo Claus                   | Le Chagrin des Belges                           | néerlandais  | Alain Van Crugten                      | Julliard                      |
| 1987                        | Giorgio Manganelli           | Amour                                           | italien      | Jean-Baptiste Para                     | Denoël                        |
| 1988                        | Juan José Saer               | L'Ancêtre                                       | espagnol     | Laure Bataillon                        | Flammarion                    |
| 1989                        | Hartmut Lange                | Le Récital suivi de La Sonate Waldstein         | allemand     | Bernard Kreiss                         | Fayard                        |
| 1990                        | Bohumil Hrabal               | Vends maison où je ne veux plus vivre           | tchèque      | Claudia Ancelot                        | Laffont                       |
| 1991                        | Bo Carpelan                  | Axel                                            | suédois      | C.G. Bjurström et Lucie Albertini      | Gallimard                     |
| 1992                        | Josef Hiršal                 | Bohème, bohème                                  | tchèque      | Erika Abrams                           | Albin Michel                  |
| 1993                        | Gert Jonke                   | L'École du virtuose                             | allemand     | Uta Müller et Denis Denjean            | Verdier                       |
| 1994                        | John Updike                  | Rabbit en paix                                  | anglais      | Maurice Rambaud                        | Gallimard (2)                 |
| 1995                        | Hans Magnus Enzensberger     | Requiem pour une femme romantique               | allemand     | Georges Arès                           | Gallimard (3)                 |
| 1996                        | Giuseppe Longo               | L'Acrobate                                      | italien      | Jean et Marie-Noëlle Pastureau         | L'Arpenteur                   |
| 1997                        | Bernhard Schlink             | Le Liseur                                       | allemand     | Bernard Lortholary                     | Gallimard (4)                 |
| 1998                        | Sergio Ramírez               | Le Bal des masques                              | espagnol     | Claude Fell                            | Rivages                       |
| 1999                        | W.G. Sebald                  | Les Émigrants                                   | allemand     | Patrick Charbonneau                    | Actes Sud                     |
| 2000                        | Mo Yan                       | Le Pays de l'alcool                             | chinois      | Noël et Liliane Dutrait                | Seuil                         |
| 2001                        | Erri De Luca                 | Trois chevaux                                   | italien      | Danièle Valin                          | Gallimard (5)                 |
| 2002                        | Derek Walcott                | Une autre vie                                   | anglais      | Claire Malroux                         | Gallimard (6)                 |
| 2003                        | Ovide                        | Les Écrits érotiques                            | latin        | Danièle Robert                         | Actes Sud (2)                 |
| 2004                        | Vanghélis Hadziyannidis      | Le Miel des anges                               | grec moderne | Michel Volkovitch                      | Albin Michel                  |
| 2004C                       | Thomas Browne                | Pseudodoxia epidemica                           | anglais      | Bernard Hœpffner                       | José Corti                    |
| 2005                        | Gamal Ghitany                | Le Livre des illuminations                      | arabe        | Khaled Osman                           | Seuil (2)                     |
| 2005C                       | Daniil Harms                 | Œuvres en prose et en vers                      | russe        | Yvan Mignot                            | Verdier (2)                   |
| 2006                        | Russell Banks                | American Darling                                | anglais      | Pierre Furlan                          | Actes Sud (3)                 |
| 2006C                       | Giacomo Leopardi             | Zibaldone                                       | italien      | Bertrand Schefer                       | Allia                         |
| 2007                        | Cynthia Ozick                | Les Papiers de Puttermesser                     | anglais      | Agnès Desarthe                         | L'Olivier                     |
| 2007C                       | Giuseppe Tomasi di Lampedusa | Le Guépard                                      | italien      | Jean-Paul Manganaro                    | Seuil (3)                     |
| 2008                        | Vassili Golovanov            | Éloges des voyages insensés                     | russe        | Hélène Châtelain                       | Verdier (3)                   |
| 2008C                       | Lucio Victorio Mansilla      | Une excursion au pays des Ranqueles             | espagnol     | Odile Begué                            | Bourgois                      |
| 2009                        | Duong Thu Huong              | Au zénith                                       | vietnamien   | Phuong Dang Tran                       | Sabine Wespieser              |
| 2009C                       | Cervantès                    | Œuvres complètes                                | espagnol     | Jean-Raymond Fanlo                     | Le Livre de poche             |
| 2010                        | Julián Ríos                  | Le Pont de l'Alma                               | espagnol     | Geneviève Duchêne et Albert Bensoussan | Tristram                      |
| 2010C                       | Robert Walser                | Au bureau et Petite prose                       | allemand     | Marion Graf                            | Zoé                           |
| 2011                        | Reinhard Jirgl               | Renégat, roman du temps nerveux                 | allemand     | Martine Remon                          | Quidam                        |
| 2011C                       | Ingeborg Bachmann            | La Trentième Heure                              | allemand     | Marie-Simone Rollin                    | Seuil (4)                     |
| 2012                        | Peter Esterhazy              | Pas question d'art                              | hongrois     | Agnès Jarfas                           | Gallimard (7)                 |
| 2012C                       | Isaac Babel                  | Œuvres complètes                                | russe        | Sophie Benech                          | Le Bruit du Temps             |
| 2013                        | Christos Chryssopoulos       | Une lampe entre les dents, chronique athénienne | grec moderne | Anne-Laure Brisac                      | Actes Sud (4)                 |
| 2014                        | Nii Ayikwei Parkes           | Notre quelque part                              | anglais      | Sika Fakambi                           | Zulma                         |
| 2014C                       | Franz Michael Felder         | Scènes de ma vie                                | allemand     | Olivier Le Lay                         | Verdier (4)                   |
| 2015                        | Rick Bass                    | Toute la terre qui nous possède                 | anglais      | Aurélie Tronchet                       | Bourgois                      |
| 2015C                       | Ken Kesey                    | Et quelquefois j'ai comme une grande idée       | anglais      | Antoine Cazé                           | Monsieur Toussaint Louverture |
| 2016                        | Gabriel Josipovici           | Infini : L'histoire d'un moment                 | anglais      | Bernard Hœpffner                       | Quidam                        |
| 2016C                       | Bruno Schulz                 | Récits du treizième mois                        | polonais     | Alain Van Crugten                      | L'Âge d'homme                 |
| 2017                        | José Carlos Llop             | Soltice                                         | espagnol     | Edmond Raillard                        | éditions Jacqueline Chambon   |
| 2017 Prix Bernard Hoepffner | Ovide                        | Les métamorphoses d'Ovide                       | latin        | Marie Cosnay                           | Éditions de l'Ogre            |
| 2018                        | Alan Moore                   | Jerusalem                                       | anglais      | Christophe Claro                       | Éditions Inculte              |
| 2018 Prix Bernard Hoepffner | Laurence Sterne              | Voyage sentimental                              | anglais      | Guy Jouvet                             | Tristram (2)                  |
| 2019                        | Olga Tokarczuk               | Les Livres de Jakob                             | polonais     | Maryla Laurent                         | Éditions Noir sur Blanc       |
| 2019 Prix Bernard Hoepffner | Virgile                      | Les Géorgiques (Le Souci de la terre)           | latin        | Frédéric Boyer                         | Gallimard                     |

### Depuis 2020
- 2020 :
  - Miquel de Palol, Le testament d’Alceste, traduit de l'espagnol par François-Michel Durazzo, Zulma
- 2021 :
  - Gonçalo M. Tavares, Le quartier, les messieurs, traduit du portugais par Dominique Nédellec[2], éd. Viviane Hamy
  - Prix Bernard Hoepffner  : Avrom Sutzkever, Heures rapiécées, traduit de Rachel Ertel, éditions de l’Eclat

- 2022 :
  - Joseph Winkler, L’ukrainienne, traduit par Bernard Banoun[3], Verdier,
  - Prix Bernard Hœpffner : Charles Dickens, De grandes espérances, traduit par Jean-Jacques Greif, éd. Tristram
- 2023 :
  - Laszlo Krasznahorkai, Le Baron Wenckheim est de retour, traduit par Joëlle Dufeuilly, édtions Cambourakis
  - Prix Bernard Hœpffner : José María Arguedas, Le Renard d’en haut et le Renard d’en bas, traduit par Rosana Orihuela, éditions Grevis
- 2024 :
  - Isabela Figueiredo, La grosse, traduit par João Viegas, édition Chandeigne
  - Prix Bernard Hœpffner :  Stefano D'Arrigo, Horcynus Orca, traduit par Monique Bacceli et Antonio Werli, édition le Nouvel Attila.